# La Fidelidad Morellana
La Fidelidad Morellana fue un periódico editado en la ciudad española de Morella entre 1888 y 1892.

## Descripción
Continuador de El Morellano, estaba dirigido por Miguel Soto y llevaba el subtítulo de «periódico católico-tradicionalista». Apareció por primera vez el 4 de noviembre de 1888 y se publicó durante cuatro años, en los que estuvo siempre en competencia con El Maestrazgo Liberal. El primer número contó con la autorización de Joaquín Llorens y Fernández de Córdoba e iba encabezado por un mensaje a Carlos de Borbón y Austria-Este. Salía los domingos, a cuatro páginas de 32 por 44 centímetros y a tres columnas, impreso por Miguel Soto. En los anuncios decía: «Este periódico, intransigente con el error, carlista por más señas, viene a combatir al liberalismo manso y fiero sin ninguna clase de complacencias, y a defender los intereses morales y materiales de este partido de Morella». El número ciento uno fue denunciado por un artículo copiado de El Legitimista, y lo mismo sucedió con el ciento tres, esta vez por uno titulado «Un caballo que se eclipsa» y copiado desde La Semana Católica.